# 大石佛寺
大石佛寺是位于北京市西城区辟才胡同北侧的一座汉传佛教寺院，现在已不存在。

## 简介
石佛寺是元朝元大都城内的一座著名佛寺。《元史》载，该寺是供奉元太祖、元太宗、元睿宗御容之所。《钦定日下旧闻考》对此有较为详细的记载：

原：咸宜坊二牌十铺有大、小石佛寺，能仁寺，通妙宅，显灵宫。（《五城坊巷胡衕集》）
臣等谨按：石佛寺在劈柴胡衕。碑剥落不可读。先寺僧掘地得石佛一，乃弥勒像也。寺盖由此得名。然今并无两寺。能仁寺在兵马司胡衕，显灵宫在四眼井，其旧门亦在兵马司胡衕，相去半里许，石额犹旧迹也。明嘉靖三年祭告碑二，今并存。本朝乾隆二十一年，重修殿宇宏整，周以石栏，有老松六，虬枝屈曲，葢数百年物也。
原：至元十五年，命承旨和尔果斯冩太祖御容。十六年，复命冩太上皇御容，与太宗旧御容俱置翰林院，院官春
秋致祭。泰定四年，造影堂于石佛寺，未及迁。后至元之六年，翰林院言三朝御容祭所甚隘，兼岁久屋漏，于石佛寺新影堂奉安为宜。中书省臣奏此世祖定制，当仍其旧，报可。（《元史·祭祀志》）
原：至治元年正月，帝诣石佛寺，以其墙垣疎坏，命副枢准台佥院阿萨尔领围宿士卒以备巡逻。（《元史·兵志》）按：“准”，蒙古语“东”也；“台”，“有”也。旧作“术温台”。阿萨尔，蒙古语“阁”也，旧作“阿散”，今俱译改。
原：元统元年正月，立司禋监奉太祖、太宗、睿宗三朝御容于石佛寺。（《元史·顺帝记》）
补：高丽忠宣王五年九月，王至大都。十月，帝下王于刑部，既而祝髪置之石佛寺。（《高丽史·世家》）
补：张翥奉迎明宗册宝至石佛寺，明日入太庙清祀礼成，赋以纪事诗：
宝册香舆出法宫，霏烟御路晓蒙蒙。仗齐剑佩千官里，金奏箫韶九庙中。宣室鬼神征贾谊，太常礼乐属孙通。小臣有幸逢熈事，散作恩波四海同。（《蜕庵集》）

清朝末年，大石佛寺仍存，但规模已经大大缩小。《天咫偶闻》载：“门榜曰大石佛寺。元刹也。石佛尚在，高逾尺，传为弥勒像，殊不类。乃一人坐而欹首作假寐状。疑本非佛像，缁流附会为之耳。元代供列朝御容于此，其巨可知。今则小殿两层，地殊逼仄，不知何时所改。”
中华人民共和国时期，大石佛寺在辟才胡同路北，南篦子胡同与南榆钱胡同之间，其山门的台阶高出辟才胡同路面至少一米，大殿和其他房屋均改为民居。2000年左右，辟才胡同拓宽改造，大石佛寺被全部拆毁。